# VSIG2
VSIG2 (англ. V-set and immunoglobulin domain containing 2) – білок, який кодується однойменним геном, розташованим у людей на короткому плечі 11-ї хромосоми. Довжина поліпептидного ланцюга білка становить 327 амінокислот, а молекулярна маса — 34 348.
| 10         |  | 20         |  | 30         |  | 40         |  | 50         |
| ---------- |  | ---------- |  | ---------- |  | ---------- |  | ---------- |
| MAELPGPFLC |  | GALLGFLCLS |  | GLAVEVKVPT |  | EPLSTPLGKT |  | AELTCTYSTS |
| VGDSFALEWS |  | FVQPGKPISE |  | SHPILYFTNG |  | HLYPTGSKSK |  | RVSLLQNPPT |
| VGVATLKLTD |  | VHPSDTGTYL |  | CQVNNPPDFY |  | TNGLGLINLT |  | VLVPPSNPLC |
| SQSGQTSVGG |  | STALRCSSSE |  | GAPKPVYNWV |  | RLGTFPTPSP |  | GSMVQDEVSG |
| QLILTNLSLT |  | SSGTYRCVAT |  | NQMGSASCEL |  | TLSVTEPSQG |  | RVAGALIGVL |
| LGVLLLSVAA |  | FCLVRFQKER |  | GKKPKETYGG |  | SDLREDAIAP |  | GISEHTCMRA |
| DSSKGFLERP |  | SSASTVTTTK |  | SKLPMVV    |  |            |  |            |

A: Аланін

C: Цистеїн

D: Аспарагінова кислота

E: Глутамінова кислота

F: Фенілаланін

G: Гліцин

H: Гістидин

I: Ізолейцин

K: Лізин

L: Лейцин

M: Метіонін

N: Аспарагін

P: Пролін

Q: Глутамін

R: Аргінін

S: Серин

T: Треонін

V: Валін

W: Триптофан

Задіяний у такому біологічному процесі, як альтернативний сплайсинг. 
Локалізований у мембрані.